# Камболов, Тамерлан Таймуразович
Тамерла́н Таймура́зович Камбо́лов (осет. Хъамболти Тамерлан; род. 13 ноября 1959, селение Хазнидон Северной Осетии) — российский филолог-осетиновед и социолингвист, доктор филологических наук (2002), профессор Северо-Осетинского государственного университета имени К. Л. Хетагурова (СОГУ), действительный член Академии педагогических и социальных наук, первый проректор по научной работе и развитию Северо-Осетинского государственного университета (2011—2016 гг.), заведующий кафедрой ЮНЕСКО по поликультурному и полилингвальному образованию Северо-Осетинского государственного педагогического института, член Президиума ВАК Министерства образования и науки РФ (2012—2016), член Координационного комитета кафедр ЮНЕСКО Российской Федерации. Заслуженный работник образования Республики Северная Осетия-Алания. С июля 2017 года — советник Главы Республики Северная Осетия-Алания по вопросам национально-культурного развития. С ноября 2019 года — директор Международного научного центра «Перспективы и проблемы устойчивого развития макрорегиона Большого Кавказа и Передней Азии».

## Биография
Окончил французское отделение факультета иностранных языков СОГУ (1981), работал по направлению в Алжирской Народно-Демократической Республике.
В 1984 году принят на должность преподавателя кафедры французского языка СОГУ, вскоре занял должность заместителя декана факультета иностранных языков. В 1987-88 годах работал в должности начальника учебной части университета. В 1989-92 учился в очной аспирантуре Санкт-Петербургского государственного университета. Досрочно защитил диссертацию в июне 1992 года и вернулся в СОГУ. С 1993 по 2008 год являлся деканом факультета иностранных языков и (основанного в 1998 году) факультета международных отношений. В 1994 году был избран на должность доцента кафедры французского языка, а в 1995 году ему было присвоено ученое звание доцента. В июне 2002 года защитил докторскую диссертацию. В декабре 2002 года был избран профессором кафедры французского языка, а в апреле 2005 года ему присвоено ученое звание профессора. В марте 2004 года возглавил по совместительству лабораторию полилингвального образования Северо-Осетинского государственного педагогического института, а с февраля 2005 года — кафедру ЮНЕСКО по полилингвальному образованию этого же вуза. В 2007 году избран действительным членом Академии педагогических и социальных наук. С января 2009 года является сопредседателем Северо-Осетинского научного центра по поликультурному и полилингвальному образованию Южного отделения Российской академии образования.

## Деятельность
Под руководством Тамерлана Камболова на кафедре ЮНЕСКО Северо-Осетинского государственного педагогического института на основе передового мирового опыта разработаны новые методики преподавания осетинского языка для средних школ и детских садов. Эти методики («полилингвальная система») используются не только в преподавании осетинского языка в Северной Осетии и в Республике Южная Осетия, но также для преподавания чеченского языка в Чеченской Республике и целого ряда других языков в различных республиках.
Тамерлан Камболов известен как активный сторонник сохранения обязательного преподавания региональных языков в республиках — в частности, он выступил летом 2014 года инициатором сбора подписей против предлагаемых изменений в законе «О языках народов России», предполагающих внесение принципа добровольности в преподавание местных языков. Эта активность была замечена на высшем уровне, её прокомментировал председатель правительства РФ Д. А. Медведев на молодёжном форуме «Машук-2014».
В 2019 году Тамерлан Камболов инициировал обсуждение возможности преподавания дигорского диалекта осетинского языка в школах Владикавказа для детей из дигорских семей (ранее материалы на дигорской литературной норме использовались только в школах двух районов с преобладанием носителей дигорского диалекта — Дигорском и Ирафском). Осенью того же года вышел из печати самоучитель дигорского диалекта «Дзорæн дигоронау» (Говорим по-дигорски), написанный Камболовым в соавторстве с Зинаидой Корнаевой и Лидией Саламовой.
В ноябре 2019 года Т. Т. Камболов назначен директором Международного научного центра «Перспективы и проблемы устойчивого развития макрорегиона Большого Кавказа и Передней Азии». Новый центр, открытый по инициативе ректора СОГУ Алана Огоева при поддержке чрезвычайного и полномочного посла Ирана в РФ Мехди Санаи, будет заниматься исследованием, перспектив и проблем политического, экономического, образовательно-культурного, экологического сотрудничества между странами и институтами указанного макрорегиона.
Научная и общественная деятельность Т. Т. Камболова получила, например, такую оценку доктора исторических наук, профессора, директора Института истории и археологии Северной Осетии, заведующего кафедрой российской истории СОГУ Руслана Бзарова:

«Тамерлан Таймуразович Камболов — отнюдь не рядовой профессор … Профессор Камболов — один из основателей и бессменный руководитель программ поликультурного образования, — на мой взгляд, важнейшего и самого перспективного образовательного проекта в современном мире (именно в мире, а не только в Осетии-Алании или России). Тамерлана Таймуразовича отличают спокойная уверенность в правильности избранного пути, уважение к чужому мнению и редкая сегодня благовоспитанность. Может быть, поэтому оппонентам никогда не удается сбить его „интеллектуальный прицел“. Он никогда не поступился долгом гражданина и патриота, последовательно отстаивая интересы нашей Родины — Алании и России. И никогда не отступил от высокого призвания ученого и педагога, отдавая все силы не только добыванию и пропаганде знания, но и не менее важному укреплению нравственности и гражданского согласия в обществе. Может быть, поэтому ему удается быть гармоничным примером деятеля науки и национальной культуры — в том старомодном и, к счастью, единственно возможном формате, который называется служением родному народу».— Доктору филологических наук, профессору Тамерлану Камболову исполнилось 60 лет. 15-й регион. 13 ноября 2019.

## Работы
- Очерк истории осетинского языка. Владикавказ, издательство «Ир», 2006 год. ISBN 5-7534-0602-5 (рекомендован министерством образования и науки РФ в качестве учебного пособия для студентов)
- Камболов Т. Т. Языковая ситуация и языковая политика в Северной Осетии: история, современность, перспективы: Монография / Под редакцией доктора филологических наук М. И. Исаева; Северо-Осетинский государственный университет. Владикавказ: Издательство СОГУ, 2007, 290 с. ISBN 5-8336-0287-4 (монография на материале докторской диссертации)